# DsDNA virus
I virus dsDNA-RT  o  dsDNA appartengono al settimo gruppo nella classificazione di Baltimore. Non sono considerati virus a DNA (classe I della classificazione di Baltimore), poiché trascrivono il virus replicandosi attraverso un intermedio RNA. Comprende le famiglie Hepadnaviridae e Caulimoviridae.
Il termine è stato introdotto nel 1985, è stato anche usato il termine "pararetrovirus" per questo gruppo.